# Nicolao Dorati
Nicolao Dorati, né vers 1513 à Granaiola, une frazione de la commune de Bagni di Lucca, près de Lucques, en Toscane et mort en février 1593 à Lucques, est un compositeur italien et joueur de trombone de la Renaissance, actif à Lucques. D'abord un instrumentiste, il a néanmoins composé de la musique vocale, essentiellement des madrigaux.

## Biographie
Quelques éléments de sa biographie nous sont connus. Il était membre d'une famille de musiciens, la plupart joueurs de trombone à Lucques, où il est né. Un frère cadet, prénommé Bartolomeo, est documenté comme joueur de trombone. Nicolao est engagé comme tromboniste par la Ville de Lucques pour la création de l'ensemble Cappella di Palazzo en 1543, ensemble qu'il dirigera à partir de 1557 jusqu'à sa mort.

## Œuvre
La majeure partie de la musique de Dorati qui nous est parvenue a été publiée à Venise. Il a composé trois recueils de madrigaux à cinq voix (1549, 1561, 1567), un recueil de madrigaux de cinq à huit voix (1551), une série de madrigaux à quatre voix titré Le stanze della signora Vittoria Colonna (1570), et enfin un recueil de madrigaux à six voix (1579). En plus de cet important ensemble de musique profane, il a écrit au moins trois motets, desquels deux étaient à six voix, publiés en 1585, et dont un nous est parvenu partiellement. Quelques œuvres complémentaires de sa composition apparaissent dans des ouvrages consacrés à d'autres compositeurs. À l'instar de nombreux compositeurs de cette époque, une grande partie de son œuvre n'a sans doute jamais été publiée et est aujourd'hui perdue. Tromboniste professionnel, on ne lui connaît néanmoins aucune composition instrumentale.
Ses madrigaux sont écrits suivant la nouvelle signature rythmique de son époque (C, la misura cromatica), plutôt que celle qui prévalait auparavant, la misura comune, qui devient de plus en plus dépassée. Certains de ses motets suivent un style déclamatoire et d'accords alors définis par certains compositeurs à Florence, parmi lesquels Francesco Corteccia. Autre caractéristique novatrice pour son époque, certains de ses madrigaux sont pour cinq voix et plus, voire comportent une division de l'ensemble vocal en deux groupes pour les pièces de six à huit voix . Au début du XVIe siècle, la musique polychorale en était à ses débuts, voire relativement rare en dehors de Venise.
Un de ses madrigaux, adaptation d'un ensemble de strophes du célèbre poème épique Orlando Furioso, composé par Ludovico Ariosto, apparaît dans un recueil par Cyprien de Rore, attestant par là même de l'estime portée à Dorati, par Rore ou son éditeur vénitien. Ce même ensemble de strophes a par ailleurs été adapté par de nombreux compositeurs de l'époque, dont Roland de Lassus.

## Source de la traduction
- (en) Cet article est partiellement ou en totalité issu de l’article de Wikipédia en anglais intitulé « Nicolao Dorati » (voir la liste des auteurs).